# لندن ريفيو أوف بوكس
لندن ريفيو أوف بوكس (بالإنكليزية London Review of Books) مجلة بريطانية فكرية نصف شهرية مهتمة بالمجالات الأدبية والفكرية.
تأسست هذه المجلة في سنة 1979 ورئس تحريرها كارل ميلر، وبعد ذلك رئس تحريرها الأستاذة في اللغة الإنكليزية في كلية لندن الجامعية ماري كاري ويلمرز. كانت مدمجة في الشهور الستة الأولى ضمن مجلة نيويورك ريفيو أوف بوكس.. وبعد ذلك أصبحت تصدر بشكل مستقل

## روابط خارجية
- لندن ريفيو أوف بوكس على موقع روتن توميتوز (الإنجليزية)